# 崔仁石
崔仁石（：／ Choi In-seok */?，1993年6月29日—，绰号：InSec），韩国《英雄联盟》职业选手，出生于韩国大邱廣域市。原为韩国CJ Entus战队打野选手，后于2013年加入KT Rolster B战队并担任上单位置。2014年，他加入中国大陆SH皇族战队并担任打野位置，并曾在英雄联盟2014赛季全球总决赛中取得亚军，2016年12月29日，他又加入中国大陆Royal皇族战队并担任打野位置。2018年3月曾暫加入歐洲Origen戰隊
，及後短暫成為韓國次級聯賽Winners隊伍隊員。於2019年3月宣佈退役。

## 人生经历
崔仁石于1993年6月29日出生于韩国大邱，一开始他喜欢玩《洛奇英雄传》，到后来，他在朋友的介绍下加入《英雄联盟》。
在英雄联盟2013全明星赛韩国明星队对阵欧洲明星队的第一场比赛上，崔仁石所操纵的李青以一个回旋踢和一个绕后踢踢走了一个刚开始使用大招的凯南。并促使他所在的韩国明星队取得了该局比赛的胜利。赛后人们将此操作命名为“InSec回旋踢”，他也自此成名。在随后的全明星Solo赛的决赛上，InSec又击败了当时的欧洲第一李青Diamond，取得了全明星Solo赛的冠军。他也自此奠定了自己的地位。
在英雄联盟2014赛季全球总决赛的小组赛中，崔仁石带领SH皇族取得5胜1负的成绩，并以B组第一的身份出线。在随后的8强赛上，SH皇族以3：2战胜了EDward Gaming，成功晋级4强，在半决赛中，SH皇族3：2击败了OMG战队，成功进入冠军赛。但在冠军赛上，SH皇族1：3不敌Samsung Galaxy White，仅获得亚军。
2016年12月2日，崔仁石因为与SH皇族的合同到期且未续约而离开SH皇族。

## 争议

### 泡泡游戏团迟到事件
在于首尔举行的2012年OGN春季赛决定2012年OGN夏季赛的种子队的比赛的前一天，InSec所在的泡泡游戏团参加了NLB决赛，由于泡泡游戏团一旦输掉该比赛就会失去赴首尔参加决定2012年OGN夏季赛的种子队的比赛的资格，使得该战队的队员们决定如果在该比赛中取得胜利再去首尔。在第二天，因为InSec起床较晚，导致他没买上火车票，于是他就去坐巴士，但因高速公路发生交通事故导致长时间堵车，使得他21时30分才到达会场。此事导致原定于19时30分举行的Team OP对阵泡泡游戏团的比赛被取消，泡泡游戏团亦被判负。事后，OGN官方同时给予了Team OP和泡泡游戏团2012年OGN夏季赛的种子队资格（但InSec除外），InSec的赞助被取消，Startale亦拒绝他入队。自此，“InSec”这个词又增加了“消失”的含义。

### InSec骂人事件
2014年6月15日，InSec在一局游戏后辱骂在该局游戏中使用嘉文四世，并担任打野位置的玩家。6月24日，Insec和该战队的上单选手在中国大陆服务器的电信一区（艾欧尼亚区）组队打排位赛，但Insec因队友的原因遭遇三连败后，又因队友原因再次输掉游戏，于是他在公屏上打出了“sb chinese”，“fucing hate”等字样。此事引发玩家热议。

### InSec闹矛盾事件
在XCS半决赛之后SH皇族对阵King的比赛第二场，InSec帮Uzi选了卢锡安，随后zero帮InSec选了李青，接下来Uzi选了薇恩，由此导致InSec的卢锡安走打野位，zero的李青走辅助位。激发了他们之间的矛盾。北京时间9月11日22时，Uzi通过微博宣布自己将退出英雄联盟2014赛季全球总决赛，但在此之后不久，Uzi删除了涉事微博，并对玩家们表示歉意。在英雄联盟2014赛季全球总决赛台北站比赛结束后，InSec在SH皇族对其进行的专访中表示他与Uzi没矛盾。

## 趣闻
在2015年3月26日德玛西亚杯四强赛彩排结束后，由于主办方指引不到位，而且出口标示不清，使得崔仁石没有找到出口。为节省时间，崔仁石直接从二楼跳下，结果摔伤并导致骨折。随后玩家们在实况中私下流传此事，且对此事原因说法不一。当天晚上12点，皇族官方微博确认InSec因需手术而缺席德玛西亚杯。 此事引发韩国《英雄联盟》玩家热议，粉丝们亦将此事称为“摸眼下楼”。